# Katastrophenalarm
Ein Katastrophenalarm (KATAL) wird ausgelöst, wenn ein Schadenereignis („Katastrophenfall“) eintritt, dessen Ausmaß eine besondere Koordination der Hilfskräfte verlangt bzw. für dessen Behandlung die normalen technischen oder finanziellen Mittel oder rechtlichen Befugnisse der normalerweise zuständigen Gebietskörperschaften (z. B. die Gemeinden) nicht ausreichend sind.
In Deutschland ist dies Aufgabe der Länder, siehe Katastrophenwarnung.